# Diospyros myrtilloides
Diospyros myrtilloides là một loài thực vật có hoa trong họ Thị. Loài này được (H.Perrier) ined. mô tả khoa học đầu tiên.